# IC 3783
IC 3783 ist eine Spiralgalaxie vom Hubble-Typ S im Sternbild Jagdhunde am Nordsternhimmel. Sie ist schätzungsweise 335 Millionen Lichtjahre von der Milchstraße entfernt und hat einen Durchmesser von etwa 70.000 Lichtjahren.

Im selben Himmelsareal befinden sich u. a. die Galaxien IC 3758, IC 3778, IC 3795, IC 3808.
Das Objekt wurde am 21. März 1903 von Max Wolf entdeckt.